# Kraft Grodno
Kraft Grodno – żydowski klub piłkarski z siedzibą w Grodnie, rozwiązany podczas II wojny światowej.

## Historia
Klub powstał na początku lat 20., jako kolejny przedstawiciel Grodna uzyskał wysoką pozycję wśród drużyn z województwa białostockiego. W swojej historii zagrał 6 sezonów w A klasie, a w roku 1930 odniósł swój największy sukces – 3 miejsce.
We wrześniu 1939, kiedy wybuchła II wojna światowa, klub przestał istnieć.

## Sezony
| Poziomy rozgrywkowe | Poziomy rozgrywkowe | Poziomy rozgrywkowe | Poziomy rozgrywkowe | Poziomy rozgrywkowe | Sezony, opis | Sezony, opis    | Sezony, opis | Sezony, opis | Sezony, opis | Sezony, opis | Sezony, opis | Sezony, opis | Sezony, opis     |
| I                   | II                  | III                 | IV                  | V                   | Sezon        | Liga            | Poz.         | Pkt.         | Bramki       | Z/R/P        | Uwagi        | Nazwa        | ZPN              |
| ------------------- | ------------------- | ------------------- | ------------------- | ------------------- | ------------ | --------------- | ------------ | ------------ | ------------ | ------------ | ------------ | ------------ | ---------------- |
| MP                  | A                   | B                   | C                   |                     | 1923         |                 |              |              |              |              |              |              |                  |
| MP                  | A                   | B                   | C                   |                     | 1924         |                 |              |              |              |              |              | Kraft        |                  |
| MP                  | A                   | B                   | C                   |                     | 1925         |                 |              |              |              |              |              | Kraft        |                  |
| MP                  | A                   | B                   | C                   |                     | 1926         |                 |              |              |              |              |              | Kraft        |                  |
| L                   | A                   | B                   | C                   |                     | 1927         |                 |              |              |              |              |              | Kraft        |                  |
| L                   | A                   | B                   | C                   |                     | 1928         | Klasa B         | 4            | b.d.         | b.d.         | b.d.         |              | Kraft        | Warszawski OZPN  |
| L                   | A                   | B                   | C                   |                     | 1929         | Klasa B         | 1            | b.d.         | b.d.         | b.d.         |              | Kraft        | Białostocki OZPN |
| L                   | A                   | B                   | C                   |                     | 1930         | Klasa A         | 3            | b.d.         | b.d.         | b.d.         |              | Kraft        | Białostocki OZPN |
| L                   | A                   | B                   | C                   |                     | 1931         | Klasa A         | 7            | 4            | 9–42         | 1/2/11       |              | Kraft        | Białostocki OZPN |
| L                   | A                   | B                   | C                   |                     | 1932         | Klasa A         | 5            | 12           | 18–37        | 6/0/8        |              | Kraft        | Białostocki OZPN |
| L                   | A                   | B                   | C                   |                     | 1933         | Klasa A (gr.I)  | 3            | 4            | 5–10         | 2/0/4        | [ 1 ]        | Kraft        | Białostocki OZPN |
| L                   | A                   | B                   |                     |                     | 1934         | Klasa A (gr.II) | 3            | 4            | 7–24         | 2/0/4        | [ 1 ]        | Kraft        | Białostocki OZPN |
| L                   | A                   | B                   |                     |                     | 1935         | Klasa A (gr.II) | 4            | b.d.         | b.d.         | b.d.         | [ 2 ]        | Kraft        | Białostocki OZPN |
| L                   | A                   | B                   |                     |                     | 1936         | Klasa B         | b.d.         | b.d.         | b.d.         | b.d.         |              | Kraft        | Białostocki OZPN |
| L                   | A                   | B                   |                     |                     | 1936/1937    |                 |              |              |              |              | b.d.         |              | Białostocki OZPN |
| L                   | A                   | B                   |                     |                     | 1937/1938    |                 |              |              |              |              | b.d.         |              | Białostocki OZPN |
| L                   | A                   | B                   |                     |                     | 1938/1939    |                 |              |              |              |              | b.d.         |              | Białostocki OZPN |

## Inne
- Cresovia Grodno
- Nioman Grodno
- WKS Grodno